# LoveGame
LoveGame är en poplåt av den amerikanska artisten Lady Gaga från hennes debutalbum The Fame. Hon har skrivit och producerat låten tillsammans med den svensk-marockanske producenten RedOne. Låten gavs ut  i mars 2009 som den tredje singeln ifrån The Fame i Nordamerika och Europa och som den fjärde singeln i Australien, Nya Zeeland och Sverige efter låten Eh, Eh (Nothing Else I Can Say). Även i Storbritannien där den lanserades efter singeln Paparazzi.